# Vigili de Tapsos
Vigili de Tapsos o Vigilius Tapsensis en llatí fou un bisbe de Tapsos de la primera meitat del segle vi.

## Biografia
Se'n sap molt poca cosa d'ell, només que fou l'únic bisbe conegut de Tapsos. Nasqué probablement a finals del segle v. Potser fou el Vigilius Tapsitanus citat amb altres pel rei vàndal Huneric a Cartago l'1 de febrer del 484 dC per fer una declaració de la seva fe, i potser també el Vigilius Tapsensis que escrigué tres llibres contra l'eutiaquianisme. Sembla probable que el primer, després de la seva visita a Cartago, fos desterrat o destituït així com altres bisbes catòlics no arrians, per la qual cosa, segons se sap per Teodulf d'Orleans i Enees de París, hauria escrit les seves obres contra Eutiques de Constantinoble. Si fos el Vigili a qui Cels dirigí la seva De Judaica incredulitate hauria estat al principi un monjo que fou elevat de sobte a l'episcopat per evitar controvèrsies en temps difícils com els d'aleshores, quan els bisbes catòlics podien ser assassinats. Sigui com fos, els seus escrits no contenen cap al·lusió biogràfica que permeti aclarir-ne els dubtes.
Es conserva en nom seu una col·lecció d'opuscles teològics en llatí contra diversos aspectes de l'heretgia arriana, accessible al tom LXII de la Patrologia Latina de Migne. És molt difícil, emperò, determinar amb seguretat si aquestes obres, individualment o en conjunt, són seves, no només per la multitud de persones anomenades com ell, sinó perquè han aparegut amb freqüència en col·leccions d'obres d'altres molts autors, entre ells Atanasi o el seu homònim Vigili, bisbe de Trent.

## Obres atribuïdes
- Contra Arianos Dialogus
- Contra Arianos Dialogus Probo Judice Interlocutoribus
- Contra Eutychetem Libri Quinqe
- Contra Felicianum Et Arianum De Unitate Trinitatis Optatum Liber
- Contra Marivadum Arianum Diaconum Libri Tres
- Contra Palladium Arianum Libri Duo
- De Trinitate Libri Duodecim
- Contra Felicianum Et Arianum De Unitate De Trinitate Libri Duodecim